# Alberini & Santoni
Alberini & Santoni è stata una casa cinematografica italiana fondata a Roma nel 1905.

## Storia
La società Primo Stabilimento Italiano di Manifattura Cinematografica Alberini e Santoni sorse a Roma nel 1905 fu creata da Filoteo Alberini, grazie al finanziamento del concittadino Dante Santoni. Possedeva il primo stabilimento italiano di manifattura cinematografica, costruito in via Appia Nuova nei pressi di Porta San Giovanni, dotato di un teatro di posa, attrezzature e laboratori per lo sviluppo, la stampa e il montaggio delle pellicole.
L'impresa, realizzò nel 1905 uno dei primi film a soggetto della storia del cinema italiano: La presa di Roma, diretto dallo stesso Alberini, e interpretato da Ubaldo Maria Del Colle e Carlo Rosaspina, entrambi al debutto nel mondo cinematografico.
In totale furono prodotti dalla Alberini & Santoni 15 pellicole, e altre produzioni significative furono il documentario sul terremoto avvenuto in Calabria (Il terremoto in Calabria - 1905) e il film a soggetto Il romanzo di un Pierrot, diretto e interpretato da Mario Caserini in coppia con Fernanda Negri Pouget (1906).
Qualche mese più tardi, la ditta venne rilevata dal barone Alberto Fassini insieme ad un gruppo di importanti investitori e il 1º aprile 1906 fu trasformata in Società Anonima Cines.